# Слим, Монжи
Монжи Слим (араб. منجي سليم‎,  1 сентября 1908, Тунис, протекторат Тунис — 23 октября 1969, Тунис) — тунисский дипломат и государственный деятель, министр иностранных дел Туниса (1962—1964).

## Биография
Выходец из аристократической тунисской семьи греко-турецкого происхождения. Окончил Садикийскую школу Туниса и получил степень бакалавра юридических наук в Парижском университете.
Вступил в партию Нео-Дустур и в период с 1936 по 1946 гг. был одним из её ведущих членов. В 1952 г. был арестован и заключен в тюрьму, освобожден в начале 1954 г., что рассматривалось французскими властями как жест умиротворения тунисских националистов. В 1954 г. возглавил делегацию Туниса на парижских переговорах, которые продолжались до 11 июня 1955 г. и в результате которых был принят Протокол о предоставлении Тунису автономии.
- 1955—1956 гг. — министр иностранных дел Туниса в рамках предоставления ему автономии, участвовал в переговорах с французским правительством, в результате которых в соответствии с Протоколом 20 марта 1956 г. было принято решение о предоставлении Тунису независимости,
- 1956 г. — государственный министр без портфеля,
- 1956—1961 гг. — посол Туниса в США и Канаде (по совместительству), одновременно — постоянный представитель при ООН (до 1962 г.). В январе 1957 года он был избран в состав пяти членов Специального комитета Генеральной Ассамблеи по проблеме Венгрии. В 1959—1960 гг. являлся представителем Туниса в Совете Безопасности ООН.
- 1961 г. — председатель Шестнадцатой сессии Генеральной Ассамблеи ООН,
- 1962—1964 гг. — министр иностранных дел Туниса.
- 1964—1966 гг. — уполномоченный представитель президента Туниса в ранге министра,
- 1966—1969 гг. — министр юстиции.